# Belgica (personificazione)

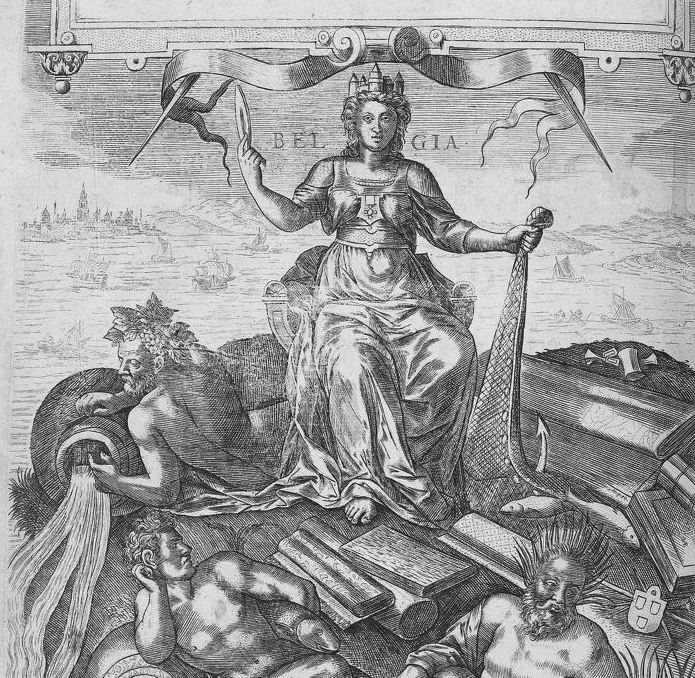
Belgica

Belgica o La Belgica è la rappresentazione nazionale allegorica del Belgio.

## Storia
Nel XVII secolo, durante la guerra degli ottanta anni, i Paesi Bassi tentarono di ottenere l'indipendenza dalla Spagna. Al fine di creare un senso di unità nazionale alcuni patrioti crearono una figura allegorica chiamata Fanciulla olandese (Nederlandse Maagd) che rappresentava simbolicamente i territori degli attuali Paesi Bassi e della regione settentrionale dell'attuale Belgio (Fiandre).
Perché gli attuali Paesi Bassi e il Belgio non erano formate da allora, a volte la regione era conosciuta come il Belgio, a causa della provincia romana Gallia Belgica abitata dai belgai un popolo pre-romano che si stabilì a nord della Marna e che si rifiutò di essere chiamato Gauls. Per questo motivo, a volte, la fanciulla olandese era conosciuta anche come Belgia o Belgio. Più tardi, nel XIX secolo, con i due paesi già formati, il Belgio ha creato la sua allegoria (La Belgica), che entrambe le allegorie eventualmente dissociarsi completamente, anche se entrambi i paesi devono ancora Leo Belgicus come personificazione zoomorfa nazionale.

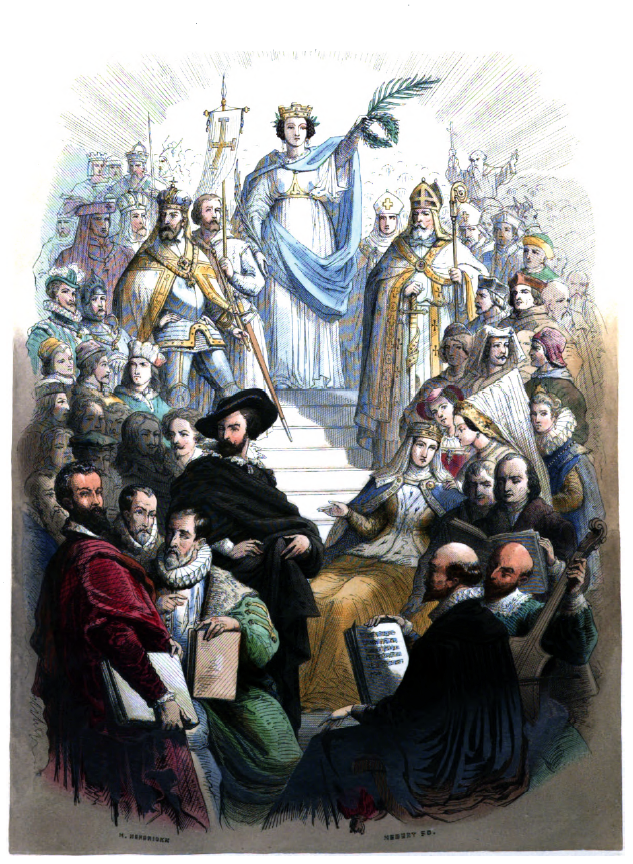
Frontespizio della "Biographie nationale" di Alexandre Jamar. Belgica appare in mezzo a tutti i suoi illustri figli.

Nel frontispico di  Biographie nationale  di Alexandre Jamar era rappresentata Belgique circondato da personaggi famosi provenienti da Belgio, è in piedi e sembra offrire un corona e un ramo di felce ai "loro più illustri" figli, cioè a quei belgi che hanno raggiunto i risultati più celebri.

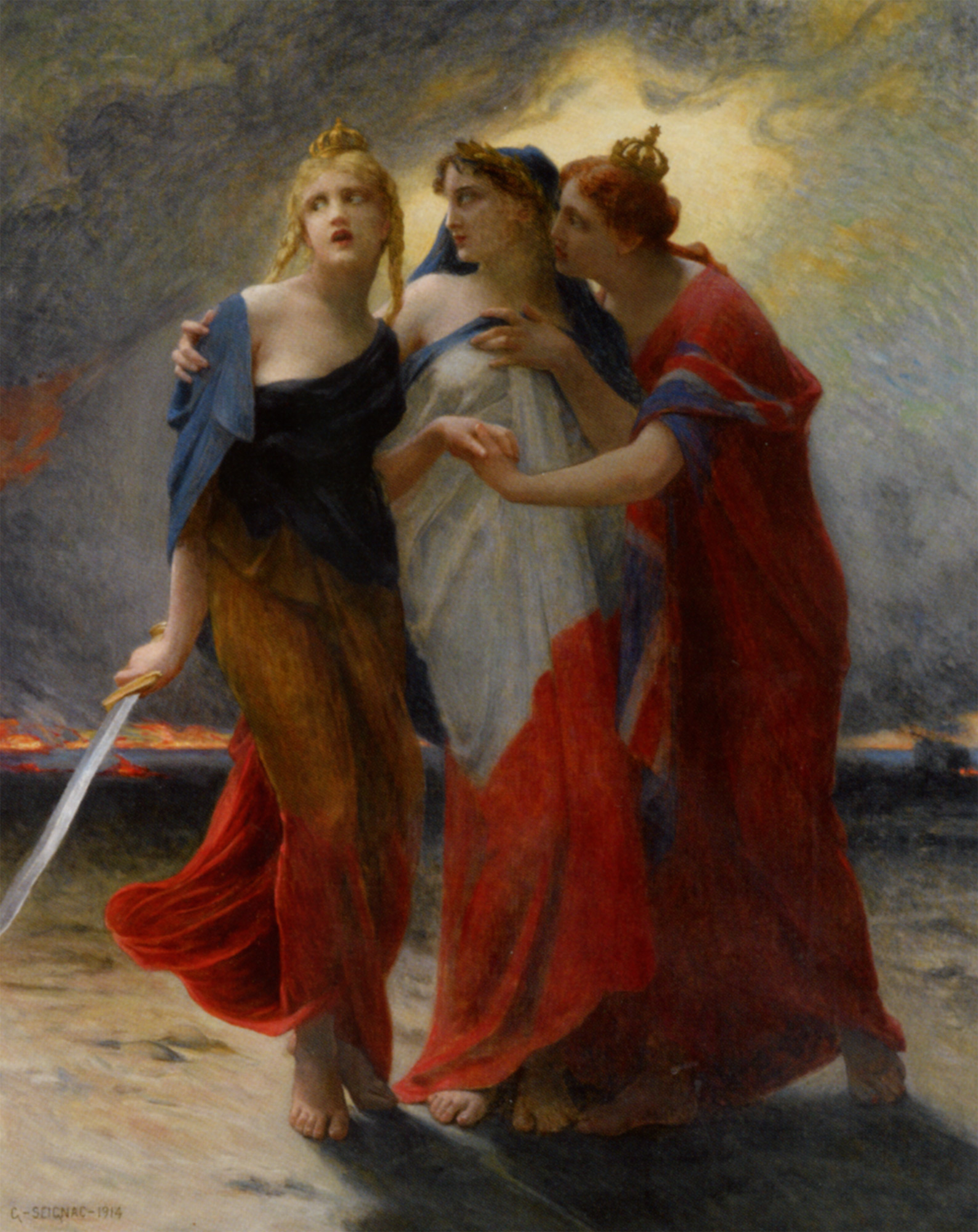
Belgio in cerca di consolazione nei suoi amici, Marianne e Britannia. La Belgique, 1914, il lavoro di Guillaume Seignac.

Dopo la prima guerra mondiale fu molto usato per diverse opere artistiche. In un dipinto di Guillaume Seignac Belgica appare ai suoi amici per chiedere aiuto Marianne e Britannia dopo l'invasione tedesca della 1914. Si è anche alzato in Le Havre e in Parigi due monumenti in cui la Marianne e la Belgica si stringono mani tremanti. Entrambe le statue furono poste in ringraziamento dal Belgio alla Francia per averla liberata dall'invasione tedesca nella Grande Guerra.